# Schulhaus (Dürnzhausen)

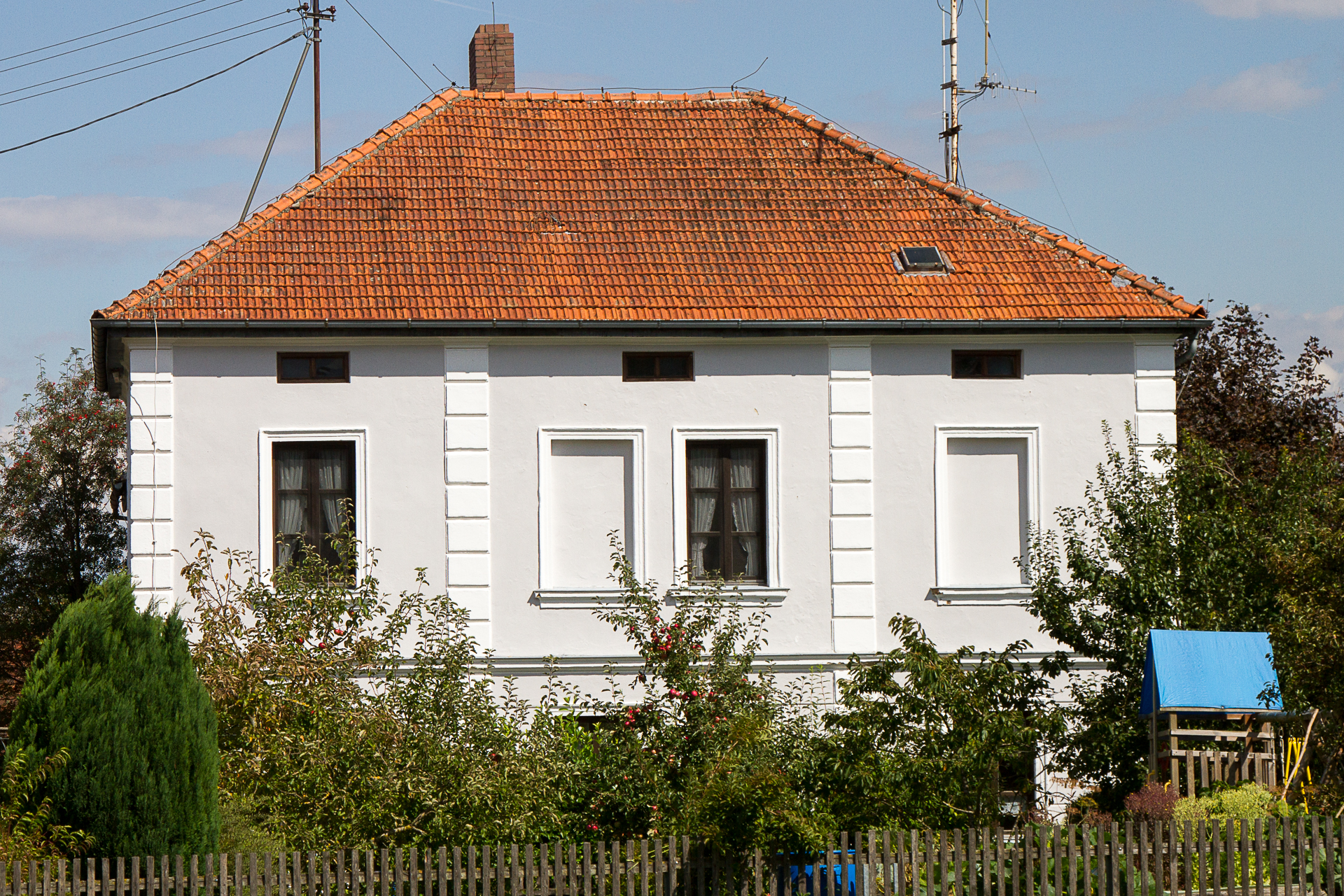
Schulhaus in Dürnzhausen

Das Schulhaus in Dürnzhausen, einem Ortsteil der Gemeinde Schweitenkirchen im oberbayerischen Landkreis Pfaffenhofen an der Ilm, wurde laut amtlicher Denkmalliste um die Mitte des 19. Jahrhunderts errichtet. Die Ortsforschung belegt das Baujahr 1896.
Das ehemalige Schulhaus am Kirchberg 6, neben der katholischen Kirche St. Georg, gehört zu den geschützten Baudenkmälern in Bayern.
Der zweigeschossige, verputzte Walmdachbau mit Mezzaningeschoss und rustizierten Lisenen besitzt vier zu drei Fensterachsen.
Im Schulgebäude wurden Wohnungen eingerichtet.